# Bitva u Thermopyl (film)
Bitva u Thermopyl (v anglickém originále The 300 Spartans) je výpravný americký film z roku 1962, zobrazující bitvu u Thermopyl. Vznikl ve spolupráci s řeckou vládou a byl natočen ve vesnici Perachora na poloostrově Peloponés. Pracovní název filmu byl Lev Sparty. V hlavních rolích se představili Richard Egan jako spartský král Leonidas, Ralph Richardson jako athénský Themistoklés a David Farrar jako perský král Xerxes, milostnou roli ve filmu ztvárnili Diane Baker jako Ellas a Barry Coe jako Fylon. Řečtí bojovníci v čele s 300 Sparťany bojují proti téměř neomezeně velké perské armádě. Navzdory přesile Sparťané nechtějí utéct ani se vzdát, i kdyby to mělo znamenat jejich smrt.
Když byl film v roce 1962 uveden do kin, kritici v něm viděli komentář ke studené válce, když nezávislé řecké státy symbolizovaly „jedinou pevnost svobody, která v tehdy známém světě zůstala“ a která odolává perské „otrokářské říši“.
V ČSSR v kinech patrně od roku 1970. V roce 1970 ho navzdory konotaci ke studené válce nadabovali a uvedli v SSSR, kde byl značně populární.